# Maximos (Koroplast)
Maximos (altgriechisch Μάξιμος) oder Masimos (Μάσιμος) war ein griechischer Koroplast, der im frühen 2. Jahrhundert in Kleinasien, möglicherweise im Smyrna, tätig war.
Maximos ist nur von einer Signatur auf einer Tonstatuette der Göttin Artemis Ephesia bekannt. Die Göttin steht auf einem rechteckigen Sockel, auf den eine Treppe führt. Ihre Arme sind ausgestreckt, in den Händen hält sie dicke, nach unten fallende Wollstränge. Auf dem Kopf trägt sie einen Polos, ihr Gesicht wird von einem Schleier bedeckt, der von zwei kaum erkennbaren Protomen flankiert wird. Sie trägt zwei Halsketten, unter denen drei Reihen von brustähnlichen Gebilden zu sehen sind, zwischen der unteren Körperhälfte und den Wollsträngen befinden sich auf jeder Seite je ein Hirsch mit buschigem Geweih.
Die Statuette befindet sich seit 1972 im British Museum in London.